# Continuum (John Mayer-album)
 For alternative betydninger, se Continuum. (Se også artikler, som begynder med Continuum)
Continuum er et album lavet af den amerikanske guitarist John Mayer i oktober, 2006. Continuum er John Mayers tredje studiealbum. Albummet blev nomineret til fire Grammy priser: Album of the Year, Best Pop Vocal Album og Best Male Pop Vocal Performance – "Waiting On The World To Change" og ""Say"". Han vandt i alt tre af priserne (Best Pop Vocal Album og Best Male Pop Vocal Performance (x2)). Ved Grammy Nomineringerne i 2008 blev sangen "Belief" nomineret i kategorien Best Male Pop Vocal Performance. 

Tre singler, "Waiting On The World To Change", "Gravity" og ""Say", er blevet udgivet fra albummet. Begge singler har været på Billboard Charts.
Sangen ""Say"" blev udgivet, som single i 2007 til filmen "The Bucket List". Den blev derfor først tilføjet til "Continuum" pladen senere. ""Say"" kan man kun finde online og på U.S vertionen af ""Continuum".
Navnet ""Continuum" kommer af en personlig følelse, som John havde. Titlen betyder, at man er i nogle forskellige tilstande, i sit liv. Det afspejler sig i pladen, da man kan sammenligne eksempelvis ""In Repair" og ""Dreamning With A Broken Heart"", som to tilstande. På CD-covered danner ""C'et"" og ""O'et"" desuden symbolet for det Uendelig.

## Spor
Alle sange er skrevet af John Mayer, undtagelser er markeret.
1. "Waiting On The World To Change" – 3:20
2. "I Don't Trust Myself (With Loving You)" – 4:51
3. "Belief" – 4:01
4. "Gravity" – 4:05
5. "The Heart Of Life" – 3:18
6. "Vultures" (John Mayer Trio) – 4:11
7. "Stop This Train" - 4:45
8. "Slow Dancing In A Burning Room" – 4:01
9. "Bold As Love" (Jimi Hendrix) – 4:17
10. "Dreaming With A Broken Heart" – 4:07
11. "In Repair" (John Mayer & Charlie Hunter) – 6:09
12. "I'm Gonna Find Another You" – 2:42
13. "Say"(The Bucket List soundtrack) *Online køb af cden. - 3:49

### Bonus-DVD
Desuden er der edgivet en version fra 2007 med en live-DVD. Denne er optaget ved en koncert i Webster Hall i New York City og indeholder følgende spor:
1. "Waiting On The World To Change"
2. "Belief"
3. "Vultures"
4. "Slow Dancing In a Burning Room"
5. "No Such Thing"
6. "Daughters"
7. "Good Love Is On the Way"
8. "I Don't Trust Myself (With Loving You)”